# Tantilla supracincta
Tantilla supracincta (смугаста багатоніжкова змія) — вид змій родини полозових (Colubridae). Мешкає в Центральній і Південній Америці.

## Поширення і екологія
Смугасті багатоніжкові змії мешають в низовинах і передгір'ях на атлантичних схилах від південно-східного Нікарагуа до центральної Панами, а також на тихоокеанських схилах від гір Сьєрра-де-Тіларан в Коста-Риці до західної Колумбії та західного Еквадору. Вони живуть в сухих і вологих тропічних лісах, на висоті до 970 м над рівнем моря. Живляться багатоніжками.